# 基利法雷沃島

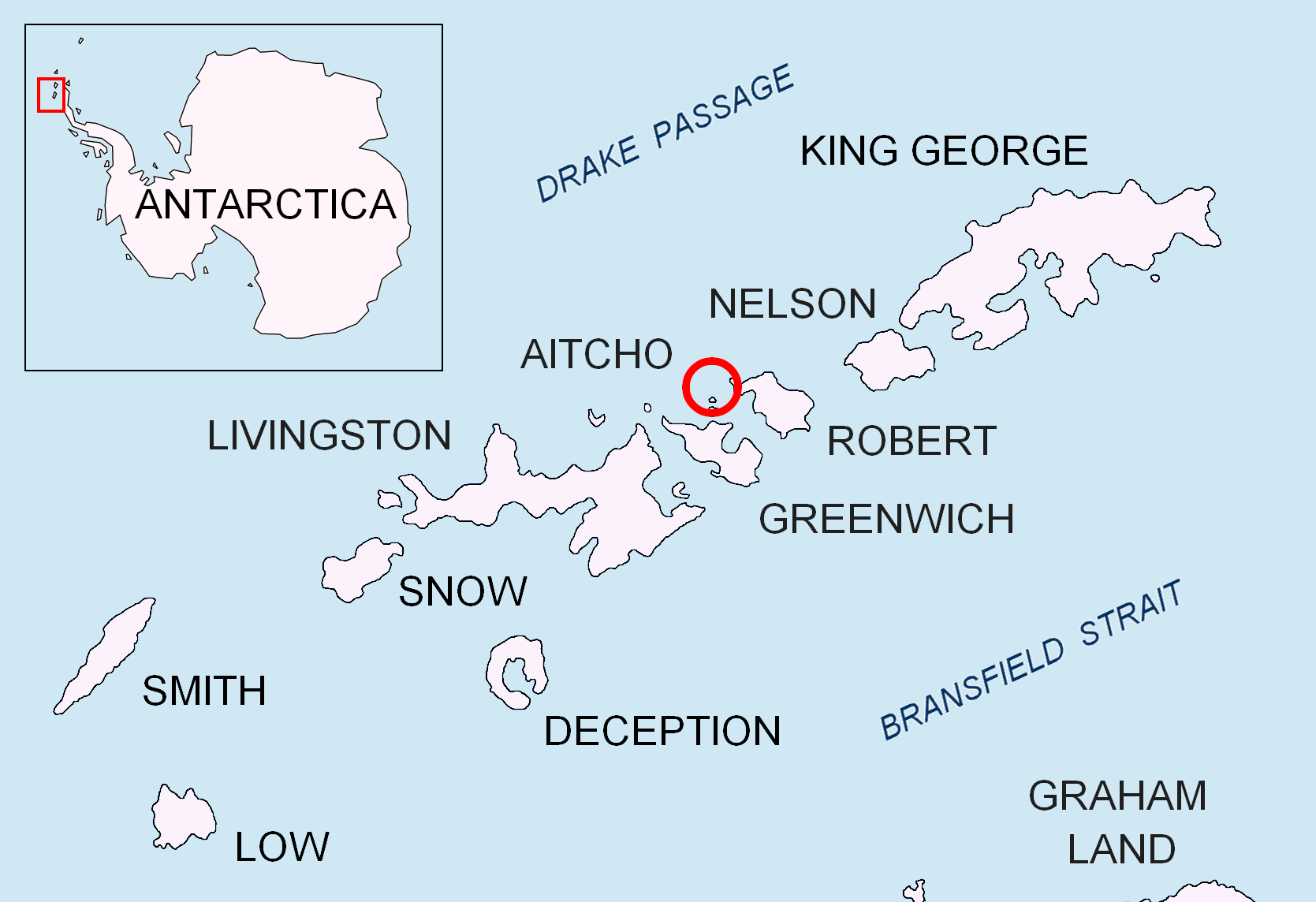

62°22′26″S 59°47′14″W / 62.37389°S 59.78722°W
基利法雷沃島是南極洲的島嶼，屬於南設得蘭群島中艾秋群島的一部分，位於豪爾赫島西北0.85公里、莫里斯岩東南0.35公里和里克薩群島以北0.46公里，長0.64公里、寬0.35公里，面積0.11平方公里。

## 外部連結
- Kilifarevo Island. （页面存档备份，存于）